# Liste der Kulturdenkmale in Schinkel (Gemeinde)
In der Liste der Kulturdenkmale in Schinkel sind alle Kulturdenkmale der schleswig-holsteinischen Gemeinde Schinkel (Kreis Rendsburg-Eckernförde) und ihrer Ortsteile aufgelistet (Stand: 10. März 2025).

## Legende
In den Spalten befinden sich folgende Informationen:
- Objekt-ID: die Nummer des Kulturdenkmales
- Lage: die Adresse des Kulturdenkmales und die geographischen Koordinaten. Kartenansicht, um Koordinaten zu setzen. In der Kartenansicht sind Kulturdenkmale ohne Koordinaten mit einem roten Marker dargestellt und können in der Karte gesetzt werden. Kulturdenkmale ohne Bild sind mit einem blauen Marker gekennzeichnet, Kulturdenkmale mit Bild mit einem grünen Marker.
- Offizielle Bezeichnung: Bezeichnung des Kulturdenkmales
- Beschreibung: die Beschreibung des Kulturdenkmales
- Bild: ein Bild des Kulturdenkmales

## Bauliche Anlagen
| Objekt-ID     | Lage                                                   | Offizielle Bezeichnung                | Beschreibung | Bild                             |
| ------------- | ------------------------------------------------------ | ------------------------------------- | --- | -------------------------------- |
| 10694         | Roggenrader Weg (54° 21′ 25″ N, 9° 57′ 32″ O)          | Kapelle / Kirche „Zum Guten Hirten“   | Alteintragung (Aktualisierung vorgesehen) Begründung: geschichtlich, künstlerisch, Kulturlandschaft prägend Schutzumfang: Kapelle / Kirche "Zum Guten Hirten", Glockenturm Denkmaltyp: Bauliche Anlage | Fotos hochladen                  |
| 860 Wikidata  | Rosenkranzer Weg 96 - 98 (54° 20′ 41″ N, 9° 56′ 48″ O) | Gut Rosenkranz: Torhaus               | Alteintragung (Aktualisierung vorgesehen) - Begründung: Alteintragung (Aktualisierung vorgesehen) - Schutzumfang: Alteintragung (Aktualisierung vorgesehen) - Denkmaltyp: Bauliche Anlage              | weitere Fotos \| Fotos hochladen |
| 1491 Wikidata | Rosenkranzer Weg 100 (54° 20′ 41″ N, 9° 56′ 42″ O)     | Gut Rosenkranz: Herrenhaus            | Alteintragung (Aktualisierung vorgesehen) - Begründung: Alteintragung (Aktualisierung vorgesehen) - Schutzumfang: Alteintragung (Aktualisierung vorgesehen) - Denkmaltyp: Bauliche Anlage              | weitere Fotos \| Fotos hochladen |
| 9819 Wikidata | Rosenkranzer Weg 100 (54° 20′ 41″ N, 9° 56′ 49″ O)     | Gut Rosenkranz: Turmuhr mit 2 Glocken | Alteintragung (Aktualisierung vorgesehen) - Begründung: Alteintragung (Aktualisierung vorgesehen) - Schutzumfang: Alteintragung (Aktualisierung vorgesehen) - Denkmaltyp: Bauliche Anlage              | BW                               |

## Quelle
- Liste der Kulturdenkmale in Schleswig-Holstein – Kreis Rendsburg-Eckernförde

- Karte mit allen Koordinaten:
- OSM |
- WikiMap